# Michael Klinkert
Michael Klinkert (* 7. Juli 1968 in Bous) ist ein ehemaliger deutscher Fußballspieler.

## Karriere
Klinkert absolvierte insgesamt 301 Spiele in der Fußball-Bundesliga und erzielte dabei 20 Tore und 2 Eigentore. 1995 wurde der Abwehrspieler von Borussia Mönchengladbach DFB-Pokalsieger. Als Kapitän der Mannschaft nahm er den Pokal entgegen.
Das Fußballspielen lernte er bei seinem Heimatverein dem FSG 08/DJK Bous. Dort verbrachte er seine komplette Jugend und wechselte 1986 mit 18 Jahren zum 1. FC Saarbrücken in die 2. Bundesliga. Dort war er jedoch nur Reservist und bestritt nur 3 Spiele, so dass er zum FC Schalke 04 wechselte.
Dort wurde er auf Anhieb Stammspieler, doch er konnte nicht den Abstieg aus der Bundesliga verhindern und so ging er mit Schalke in die 2. Bundesliga. Nach einer guten Saison, in der der Wiederaufstieg nicht gelang, wechselte er in die 1. Bundesliga zu Borussia Mönchengladbach. Dort verbrachte er 12 Jahre und war lange Stamm- und Führungsspieler in der Fohlenelf.
Während seiner Laufbahn galt Klinkert als zweikampf- und vor allem kopfballstarker Abwehrspieler. In der Saison 1994/95 war er einer der ersten Innenverteidiger einer Viererkette in der Bundesliga. Sein Trainer Bernd Krauss führte das Spielsystem trotz großer Bedenken einiger Kritiker ein. Aufgrund seiner knallharten Spielweise zog sich Klinkert mehrfach Verletzungen zu. Neben einem Schienbeinbruch bei einem Hallenturnier überstand er einige schwere Gehirnerschütterungen. Unter anderem prallte er in der Saison 1995/96 im Heimspiel gegen Borussia Dortmund mit Jürgen Kohler zusammen und wurde bewusstlos vom Platz getragen.
Nach dem Karriereende machte er 2006 eine Trainerausbildung in Köln. Später arbeitete er gemeinsam mit Marcel Witeczek für die AOK im Training von Schulklassen.